# Bonnat
Bonnat (en occitano Bonat) es una comuna (municipio) de Francia, en la región de Lemosín, departamento de Creuse, en el distrito de Guéret.  Es la cabecera y la comuna más poblada del cantón de su nombre. 
Su población en el censo de 1999 era de 1.348 habitantes.
Está integrada en la Communauté de communes des Deux Vallées, de la que es la mayor población.

## Demografía
| 1490 | 1535 | 1340 | 1348 | 1387 | 1348 |
| Para los censos de 1962 a 1999 la población legal corresponde a la población sin duplicidades (Fuente: INSEE [Consultar]) |      |      |      |      |      |